# Campeonato Sanmarinense 1998-99
El Campeonato sanmarinense 1998-99 fue la decimocuarta edición del  Campeonato sanmarinense de fútbol. Faetano conquistó su tercer título al vencer por 1-0 al Folgore/Falciano en la final

## Equipos participantes
| Club             | Ciudad         |
| ---------------- | -------------- |
| Cailungo         | Borgo Maggiore |
| Cosmos           | Serravalle     |
| Dogana           | Serravalle     |
| Domagnano        | Domagnano      |
| Faetano          | Faetano        |
| Folgore/Falciano | Serravalle     |
| Juvenes          | Serravalle     |
| La Fiorita       | Montegiardino  |
| Libertas         | Borgo Maggiore |
| Montevito        | Fiorentino     |
| Murata           | San Marino     |
| Pennarossa       | Chiesanuova    |
| San Giovanni     | Borgo Maggiore |
| Tre Fiori        | Fiorentino     |
| Tre Penne        | Serravalle     |
| Virtus           | Acquaviva      |

## Fase Regular

#### Grupo A
| Pos. | Equipo           | Pts. | PJ | G  | E | P  | GF | GC | Dif. | Clasificación 1998–99 |
| ---- | ---------------- | ---- | -- | -- | - | -- | -- | -- | ---- | --------------------- |
| 1    | Folgore/Falciano | 43   | 22 | 12 | 7 | 3  | 52 | 30 | +22  | Play-Off              |
| 2    | Domagnano        | 42   | 22 | 12 | 6 | 4  | 44 | 28 | +16  | Play-Off              |
| 3    | Cosmos           | 41   | 22 | 12 | 5 | 5  | 38 | 22 | +16  | Play-Off              |
| 4    | Tre Fiori        | 36   | 22 | 10 | 6 | 6  | 45 | 34 | +11  |                       |
| 5    | La Fiorita       | 34   | 22 | 10 | 4 | 8  | 29 | 32 | −3   |                       |
| 6    | Pennarossa       | 29   | 22 | 8  | 5 | 9  | 42 | 50 | −8   |                       |
| 7    | Montevito        | 27   | 22 | 7  | 6 | 9  | 32 | 37 | −5   |                       |
| 8    | San Giovanni     | 15   | 21 | 3  | 6 | 12 | 21 | 47 | −26  |                       |

Actualizado a los partidos jugados el 1999.
 Fuente: -

#### Grupo B
| Pos. | Equipo    | Pts. | PJ | G  | E | P  | GF | GC | Dif. | Clasificación 1998–99 |
| ---- | --------- | ---- | -- | -- | - | -- | -- | -- | ---- | --------------------- |
| 1    | Murata    | 53   | 22 | 17 | 2 | 3  | 61 | 34 | +27  | Play-Off              |
| 2    | Tre Penne | 39   | 22 | 11 | 6 | 5  | 51 | 41 | +10  | Play-Off              |
| 3    | Faetano   | 38   | 22 | 11 | 5 | 6  | 32 | 16 | +16  | Play-Off              |
| 4    | Virtus    | 28   | 22 | 8  | 4 | 10 | 46 | 37 | +9   |                       |
| 5    | Dogana    | 21   | 22 | 5  | 6 | 11 | 21 | 33 | −12  |                       |
| 6    | Juvenes   | 17   | 22 | 4  | 5 | 13 | 20 | 40 | −20  |                       |
| 7    | Libertas  | 12   | 22 | 2  | 6 | 14 | 25 | 57 | −32  |                       |
| 8    | Cailungo  | 11   | 22 | 2  | 5 | 15 | 22 | 43 | −21  |                       |

Actualizado a los partidos jugados el 1998.
 Fuente: -

## Play-offs

#### Primera ronda
|}

#### Segunda ronda
| Equipo 1  | Resultado | Equipo 2 |
| --------- | --------- | -------- |
| Domagnano | 1–0       | Faetano  |
| Tre Penne | 1–3       | Cosmos   |

|}

#### Tercera ronda
| Equipo 1         | Resultado | Equipo 2  |
| ---------------- | --------- | --------- |
| Folgore/Falciano | 2–1       | Cosmos    |
| Murata           | 2–3       | Domagnano |

|}

#### Cuarta ronda
| Equipo 1 | Resultado | Equipo 2  |
| -------- | --------- | --------- |
| Murata   | 2–3       | Tre Penne |
| Cosmos   | 1–2       | Faetano   |

|}

#### Semifinal
| Equipo 1  | Resultado    | Equipo 2         |
| --------- | ------------ | ---------------- |
| Domagnano | 3–3 (6:7 p.) | Folgore/Falciano |
| Faetano   | 2–1          | Tre Penne        |

|}

#### Final
| Equipo 1  | Resultado    | Equipo 2 |
| --------- | ------------ | -------- |
| Domagnano | 1–1 (1:4 p.) | Faetano  |

|}

| Equipo 1 | Resultado | Equipo 2         |
| -------- | --------- | ---------------- |
| Faetano  | 1–0       | Folgore/Falciano |

| Campeón           |
|                   |
| Faetano 3° título |